# Moment of Truth
Moment of Truth är den amerikanska hiphopgruppen Gang Starrs femte studioalbum, släppt 1998.

## Låtlista
Alla låtar är producerade av DJ Premier och Guru.
| Nr | Låttitel                   | Medverkande                   | Varaktighet |
| -- | -------------------------- | ----------------------------- | ----------- |
| 1  | "You Know My Steez"        | Guru                          | 4:07        |
| 2  | "Robbin' Hood Theory"      | Guru                          | 3:44        |
| 3  | "Work"                     | Guru                          | 2:57        |
| 4  | "Royalty"                  | Guru, K-Ci & JoJo             | 5:11        |
| 5  | "Above the Clouds"         | Guru, Inspectah Deck          | 3:41        |
| 6  | "JFK 2 LAX"                | Guru                          | 3:34        |
| 7  | "Itz a Set Up"             | Guru, Hannibal Stax           | 3:49        |
| 8  | "Moment of Truth"          | Guru                          | 4:07        |
| 9  | "B.I. vs. Friendship"      | Guru, M.O.P.                  | 4:37        |
| 10 | "The Militia"              | Guru, Big Shug, Freddie Foxxx | 4:48        |
| 11 | "The Rep Grows Bigga"      | Guru                          | 4:55        |
| 12 | "What I'm Here 4"          | Guru                          | 2:45        |
| 13 | "She Knowz What She Wantz" | Guru                          | 3:00        |
| 14 | "New York Strait Talk"     | Guru                          | 4:14        |
| 15 | "My Advice 2 You"          | Guru                          | 2:31        |
| 16 | "Make 'em Pay"             | Guru, Krumbsnatcha            | 4:21        |
| 17 | "The Mall"                 | Guru, G-Dep, Shiggy Sha       | 3:40        |
| 18 | "Betrayal"                 | Guru, Scarface                | 5:29        |
| 19 | "Next Time"                | Guru                          | 3:06        |
| 20 | "In Memory of…"            | DJ Premier, Guru              | 3:50        |